# Egzekucja przy ulicy Powązkowskiej
Egzekucja przy ulicy Powązkowskiej – masowy mord na 22 mieszkańcach warszawskich Powązek, dokonany przez Niemców w dniu 1 sierpnia 1944. Egzekucja, której ofiarą padli mężczyźni zamieszkujący dom przy ul. Powązkowskiej 41, była jedną z pierwszych niemieckich zbrodni popełnionych w czasie tłumienia powstania warszawskiego.

## Preludium
1 sierpnia 1944 Powązki na równi z resztą Warszawy objęte zostały akcją powstańczą. Blisko 120-osobowe Zgrupowanie AK „Żyrafa” próbowało przeprowadzić natarcie na obsadzony przez Niemców Fort Bema (tzw. Pionierpark). Atak załamał się jednak pod ogniem niemieckich karabinów maszynowych, których gniazda były ulokowane na pobliskim cmentarzu wojskowym. Część zgrupowania (oddział kapitana „Sławomira”) była zmuszona zakonspirować się na Powązkach i we wsi Chomiczówka.

## Przebieg egzekucji
Po odparciu polskiego ataku Niemcy postanowili zemścić się na ludności cywilnej. Około godziny 18 żołnierze z garnizonu Fortu Bema otoczyli dom przy ul. Powązkowskiej 41, z którego dwie godziny wcześniej powstańcy ostrzelali Niemców znajdujących się w przeciwległym budynku (na skutek czego zginął jeden niemiecki oficer i jeden żołnierz). Mieszkańcy domu nie brali udziału w akcji powstańczej, co więcej, wybuchem powstania zostali zaskoczeni. Niemcy wypędzili jednak wszystkich cywilów z budynku, po czym pognali ich w kierunku fortu. Tam Polaków podzielono na dwie grupy – jedną złożoną z kobiet i dzieci, drugą z mężczyzn.
Po kilku godzinach do zatrzymanych przemówił niemiecki oficer, który oświadczył, że z zamieszkiwanego przez nich domu ostrzelano niemieckich żołnierzy, na skutek czego dwóch Niemców zostało zabitych, a jeden odniósł rany. Oficer zwrócił się następnie do kobiet i dzieci słowami: „wasi ojcowie, bracia bandyci zabili oficera i żołnierza niemieckiego, za co będą rozstrzelani”. Na koniec ogłosił, że kobiety i dzieci pozostaną na miejscu jako zakładnicy i zostaną rozstrzelane, jeżeli skazani na śmierć spróbowaliby stawiać opór lub uciekać.
Zaraz po tej przemowie niemieccy żołnierze zabrali mężczyzn nad tzw. rozlewisko przy Szosie Powązkowskiej, położone w pobliżu Fortu Bema i kościoła św. Jozafata. Było to ok. godziny 22.30. Na miejscu dwóch Niemców wybierało z grupy po jednej osobie, którą następnie odprowadzano kilkanaście metrów dalej i mordowano strzałem w tył głowy. Osoby dające oznaki życia dobijano. Po zakończeniu egzekucji żołnierze powrócili do Fortu Bema. Masakrę zdołali przeżyć dwaj mężczyźni – Władysław Bombel i Stefan Mielczarek (obaj odnieśli rany).
Źródła podają, że tej nocy zostało zamordowanych 21 mieszkańców domu przy ul. Powązkowskiej 41 (w wieku od 18 do 65 lat). Na pomniku postawionym po wojnie na miejscu kaźni wymienione są jednak nazwiska 22 ofiar.

## Upamiętnienie
W 1960 na miejscu zbrodni postawiono metalowy krzyż, na którym znalazła się tablica z nazwiskami ofiar. W 2011 miejsce pamięci zostało gruntownie odnowione. Na miejscu krzyża wybudowano całkowicie nowy pomnik o wysokości 200 cm i szerokości 170 cm. Jego centralny element stanowi kamienna tablica, na której umieszczono nazwiska zamordowanych.